# بهترم (فیلم)
بهترم (فرانسوی: Je vais mieux‎) یک فیلم در ژانر کمدی به کارگردانی ژان-پیر آمریس است که در سال ۲۰۱۷ منتشر شد. از بازیگران آن می‌توان به اریک الموسنینو و فرانسوا برلئان اشاره کرد.